# مرغ باران چانه‌سفید
مرغ باران چانه‌سفید (نام علمی: Procellaria aequinoctialis) نام یک گونه از تیره کبوتردریاییان است.